# 78393 Dillon
78393 Dillon este un asteroid din centura principală de asteroizi.

## Descriere
78393 Dillon este un asteroid din centura principală de asteroizi. A fost descoperit pe 8 august 2002 la Observatorul Palomar de Andrew Lowe. Asteroidul prezintă o orbită caracterizată de o semiaxă mare de 2,64 ua, o excentricitate de 0,11 și o înclinație de 2,2° în raport cu ecliptica.